# Sabrina Harman
Sabrina Harman (Lorton, 5 gennaio 1978) è una criminale di guerra ed ex militare statunitense.

## Biografia
Ex pizzaiola nel suo paese natale, è stata giudicata colpevole in quanto coinvolta nello scandalo delle torture di Abu Ghraib. La Corte marziale di Fort Hood, Texas, l'ha ritenuta responsabile di sei dei sette capi d'imputazione a suo carico. Sabrina è ritratta in alcune foto in cui posa, fra l'altro, accanto a iracheni nudi costretti a formare uno sull'altro piramidi umane. I giudici hanno anche stabilito che fu lei a collegare i cavi elettrici a un prigioniero incappucciato e coperto di stracci, Satar Jabar, costretto a posare come un Cristo in croce, la cui foto è diventata il simbolo della vicenda Abu Ghraib.
Durante l'udienza Sabrina Harman ha chiesto scusa: "Come soldato e membro della polizia militare, ho mancato di portare a termine i miei compiti e la missione di difendere e proteggere. Non ho deluso soltanto la gente in Iraq, ma ogni soldato che oggi presta servizio. Le mie azioni potenzialmente hanno provocato un aumento dell'odio e delle sommosse contro gli Stati Uniti, mettendo a repentaglio soldati e civili. Mi assumo la piena responsabilità delle mie azioni... Le decisioni che ho preso erano mie e soltanto mie". La pena prevista poteva arrivare fino a cinque anni di reclusione, ma infine è stata condannata a sei mesi di prigione.